# La Domination masculine (film)
Pour les articles homonymes, voir Domination masculine.
Pour plus de détails, voir Fiche technique et Distribution.
La Domination masculine est un documentaire français de Patric Jean sorti en 2009. Il a pour sujet les rapports sociaux d'oppression entre hommes et femmes.

## Synopsis
Le cinéaste belge Patric Jean propose un « tour d'horizon du sexisme contemporain », des rôles sexués attribués aux filles et aux garçons jusqu'aux violences masculinistes, telles que les groupes d'hommes anti féministes que le réalisateur a infiltrés ou la tuerie antiféministe de l'École polytechnique, survenue à Montréal, en 1989.

## Fiche technique
- Titre : La Domination masculine
- Réalisation : Patric Jean
- Scénario : Patric Jean
- Image : Patric Jean
- ingénieur du son: Jean-Jacques Quinet
- Montage : Fabrice Rouaud
- Montage son et mixage: Jean-Jacques Quinet
- Création des décors : Eric Leemans
- Production : Denis Carot, Marie Masmonteil
- Sociétés de production : Elzévir Films, Black Moon, en coproduction avec UGC, la Radio Télévision Belge Francophone (RTBF) et Wallonie Image Production
- Distribution : UGC (sortie en salles, France)
- Pays :  France
- Langue : français
- Format : couleur
- Durée : 103 minutes
- Date de sortie :  France : 25 novembre 2009

## Accueil critique
À la sortie du film, le journaliste français Éric Zemmour, présent dans le documentaire en y défendant « l'homme comme prédateur », exige l'arrêt de l'exploitation du film, estimant que ses propos ont été « déformés ».
Menacé par des membres de la mouvance masculiniste canadienne, l'auteur du documentaire a dû renoncer à présenter son œuvre lors d'une projection à Montréal.
Le film a été diffusé en 2010 sur Canal+, puis en 2012 sur Arte à la veille de la Journée internationale des droits de la femme.